# 대성운수 (경기)
대성운수(大成運輸)는 경기도 안양시의 마을버스 회사이다. 서울특별시 송파구의 시내버스 회사인 대성운수와는 이름만 같을 뿐 아무 관련이 없다.

## 연혁
- 본래 신안운수에서 2번과 2-1번을 운영하다가 분사 독립하였다.
- 일정미상: 회사 설립
- 2016년 7월 1일: 2-1번 개통 (호계운수 공동배차)

## 운행 노선
| 노선 번호 | 운행구간     | 운행구간 | 운행구간           | 경유지                                                           | 배차 간격 (분) | 운행대수 |
| --------- | ------------ | -------- | ------------------ | ---------------------------------------------------------------- | -------------- | -------- |
| 2         | 안양예술공원 | ↔        | 신성중고등학교     | 예술공원사거리, 안양교, 안양역, 중앙시장, 안양대학교             | 10분           | 8대      |
| 2-1       | 안양예술공원 | ↔        | 평촌역, 법원검찰청 | 예술공원사거리, 양명고교, 비산사거리, 관악타운, 범계역, 안양시청 | 30분           | 1대      |

### 폐선 노선
- ● 2-1번: 안양대학교(후문) - 현충탑 - 안양대학교 - 중앙시장 - 안양1번가 - 안양역(동측) - 안양2동 대우아파트 (현 2-1번과 무관하다.)

## 보유 차량
일렉시티 타운, 그린시티, E-에어로타운으로 운행한다.